# Joanne Liu

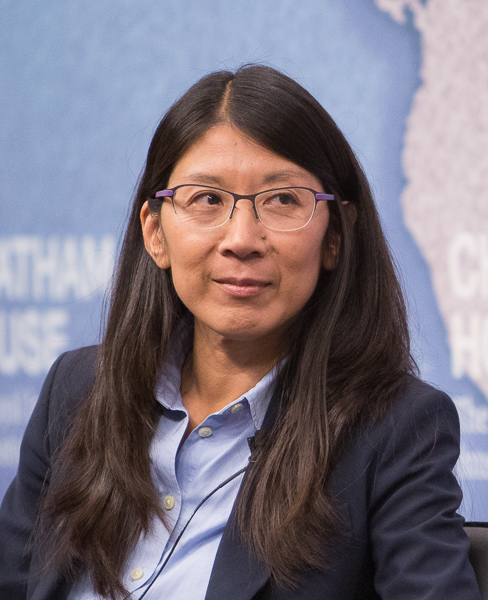
Joanne Liu

Joanne Liu (chinesisch 廖滿嫦, Pinyin Liào Mǎncháng; * 11. April 1965 in Montreal) ist eine kanadische Kinderärztin. Seit 2013 ist sie Präsidentin der internationalen Organisation für medizinische Nothilfe Médecins Sans Frontières (MSF; deutsch Ärzte ohne Grenzen).

## Leben
Liu wuchs im frankophonen Québec auf, wo ihre Eltern, chinesische Immigranten, ein Restaurant betrieben. Sie studierte Medizin an der McGill University in Montreal und an der School of Medicine der New York University und spezialisierte sich 1996 in Pädiatrie. Von 2000 bis 2013 war sie in der Notfallmedizin am Centre hospitalier universitaire Sainte-Justine in Montreal beschäftigt. Sie ist Professorin an der Université de Montréal und unterrichtet außerdem an der Fudan-Universität in Shanghai.
Seit 1996 engagiert Liu sich als Ärztin in Einsätzen für Médecins Sans Frontières (MSF) in verschiedenen Krisengebieten, zwischen 1999 und 2002 war sie Programmverantwortliche im Pariser Büro von Ärzte ohne Grenzen. Sie war Präsidentin der kanadischen Sektion von Ärzte ohne Grenzen von 2004 bis 2009 und förderte die Entwicklung eines Telemedizin-Projekts für die Belange von MSF.
Im Juni 2013 wurde sie zur Präsidentin von MSF gewählt und leitet seit dem 1. Oktober 2013 deren internationales Koordinierungsbüro in Genf. 
Im Jahr 2013 erhielt Liu den Royal College Teasdale-Corti Humanitarian Award.